# آریستیپوس
آریستیپوس (یونانی: Ἀρίστιππος , انگلیسی: Aristippus) کورنایی (۴۳۵ تا ۳۵۶ق. م) از شاگردان سقراط و بنیاگذار مکتب کورنایی یا سیرنایسیسم در فلسفه بود.

## زندگی
از اندک منابع عمده‌ای که می‌توان آگاهی نسبت به این فیلسوف به دست آورد، کتاب دوم از رسالهٔ زندگی و دیدگاه‌های فلاسفهٔ بزرگ نوشتهٔ دیوگنس لائرتیوس است که پنج سده پس از مرگ آریستیپوس نوشته شده‌است. در این کتاب حکایت‌های زیادی از وی نقل شده‌است که هر چند نمی‌توان دربست درستی تمام آن‌ها را پذیرفت اما دستکم می‌توان شمای کلی از اندیشه‌های او و تأثیری که بر اذهان گذاشته به دست آورد.
در جوانی از زادگاهش کورنا به آتن رفت و در زمرهٔ مریدان سقراط قرار گرفت. بر خلاف رویهٔ سقراط از شاگردان خود پول دریافت می‌کرد.

## اندیشه
آریستیپوس ظاهراً در کورِن با تعلیمات پروتاگوراس آشنا شد و ممکن است این سوفسطایی تا اندازه ای مسئول این نظریهٔ آریستیپوس باشد که تنها احساس‌های ما به ما معرفت یقینی می‌دهند. دربارهٔ اشیاء فی نفسه، حواس نمی‌توانند هیچ آگاهی یقینی به ما بدهند، و نه دربارهٔ احساس‌های دیگران؛ بنابراین احساس‌های شخصی باید پایه و اساس برای رفتار عملی باشند.
آریستیپوس «لذت» را غایت خیر می‌دانست و بر آن بود که هرچه می‌کنیم به امید لذت یا ترس از رنج است. باید توجه داشت اغلب لذت مد نظر او لذت‌های حسی بودند؛ عاقلانه نیست لذت حی و حاضر را به امید لذت نامعلومی که ممکن است در آینده به دست آوریم فروبگذاریم.
دیوگنس لائرتیوس نقل می‌کند زمانی که به خاطر زندگی با معشوقه‌ای مورد سرزنش قرار گرفت، پرسید: «آیا میان زندگی در خانه‌ای که دیگران پیش از آن در آن زیستند و خانه‌ای که کسی تا به حال در آن نزیسته تفاوتی هست؟» و سپس پرسید: «آیا تفاوتی میان سفر با کشتی که پیش از آن ده‌ها هزار نفر سفر کرده‌اند با کشتی که هیچ‌کس پیش از آن سفر نکرده‌است وجود دارد؟» پس از پاسخ منفی سرزنش‌کننده گفت: «به همین ترتیب تفاوتی میان زندگی با زنی که قبلاً با دیگران زندگی کرده با آنکه زندگی نکرده وجود ندارد!»
آریستاپوس معتقد بود انسان خردمند برای حفظ شادابی و خرسندی خود باید ارزوها و خواست‌هایش را محدود کند و پس از آن در زندگی سیاسی و اجتماعی مشارکت نماید.
سیرنایسیسم بر لذت مثبت، که از انجام کارها و مسئولیت‌های اجتماعی و سیاسی برمی آید تأکید کردند.